# Burgessochaeta
Genre
Espèce
Burgessochaeta setigera est une espèce éteinte d'annélides découverte dans les schistes de Burgess datés du Cambrien moyen, il y a environ 505 Ma (millions d'années).

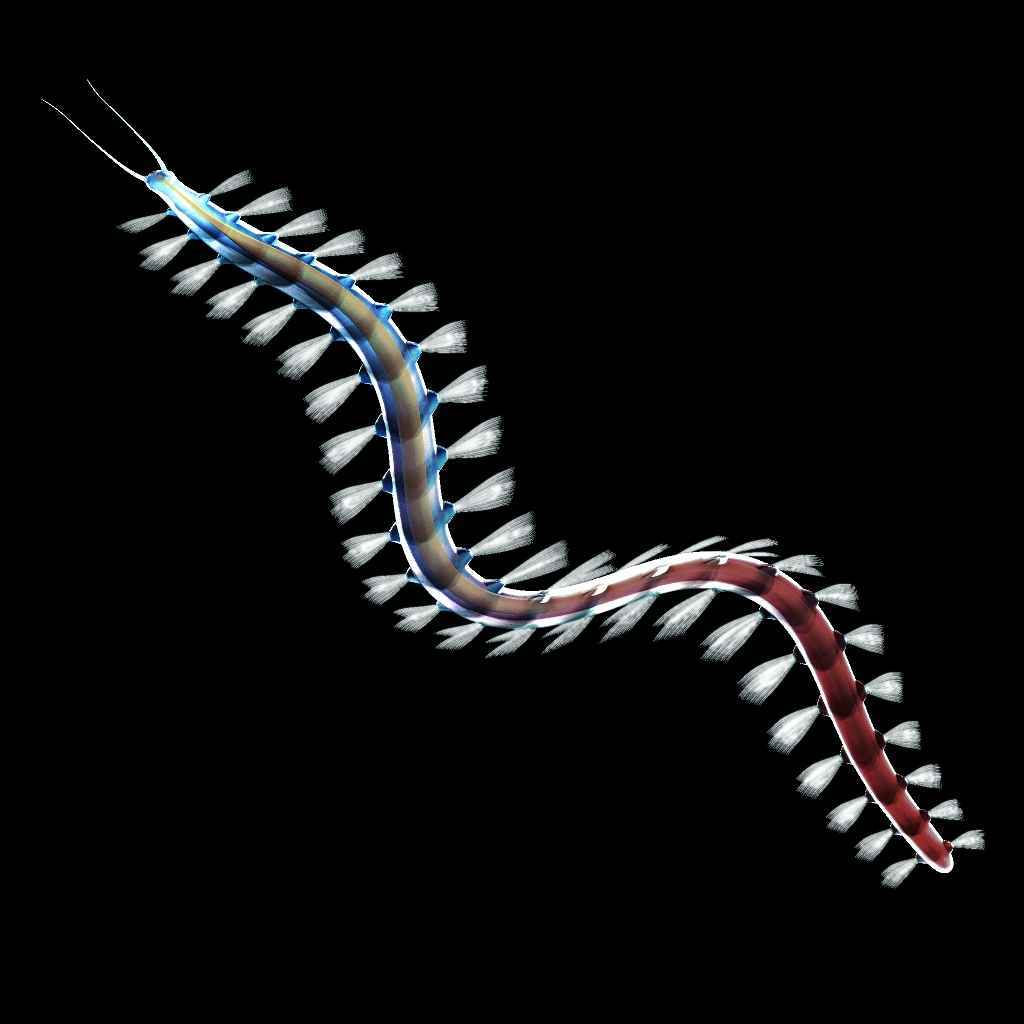
Burgessochaeta setigera (vue d'artiste).

## Répartition
Ses fossiles sont présents en Amérique du Nord, précisément au Canada dans les schistes de Burgess.

## Rareté
Il représente 0,4 % de la faune de la carrière de Walcott.

## Description
Il mesurait 4,9 cm et avait une paire d’antennes sur la tète. Les segments de son corps ont de la soie[Quoi ?].

## Mode alimentaire
Il était charognard.